# Tilisunasee

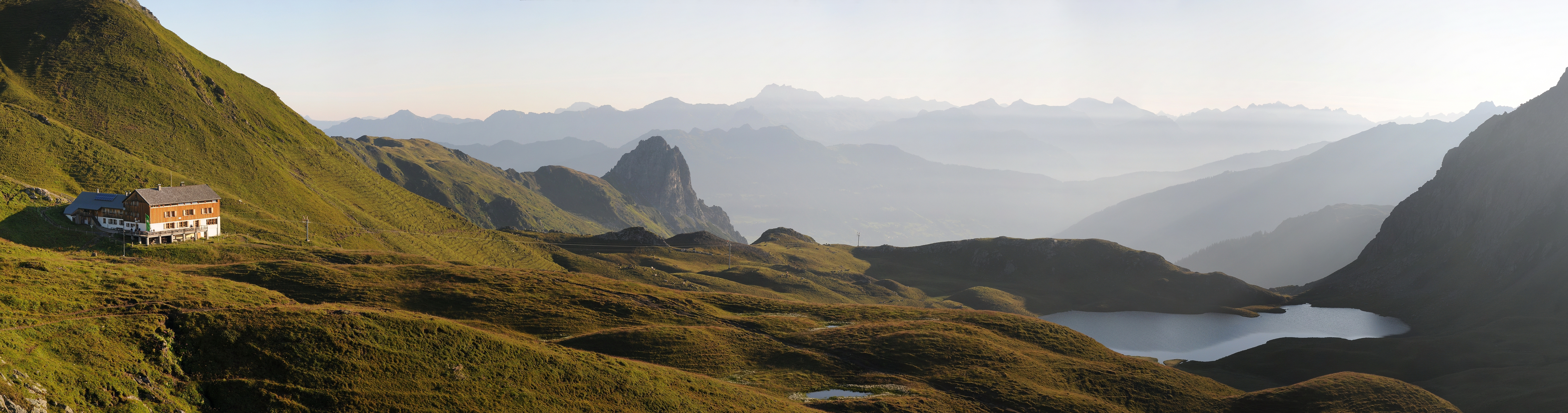
Tilisunahütte und Tilisunasee

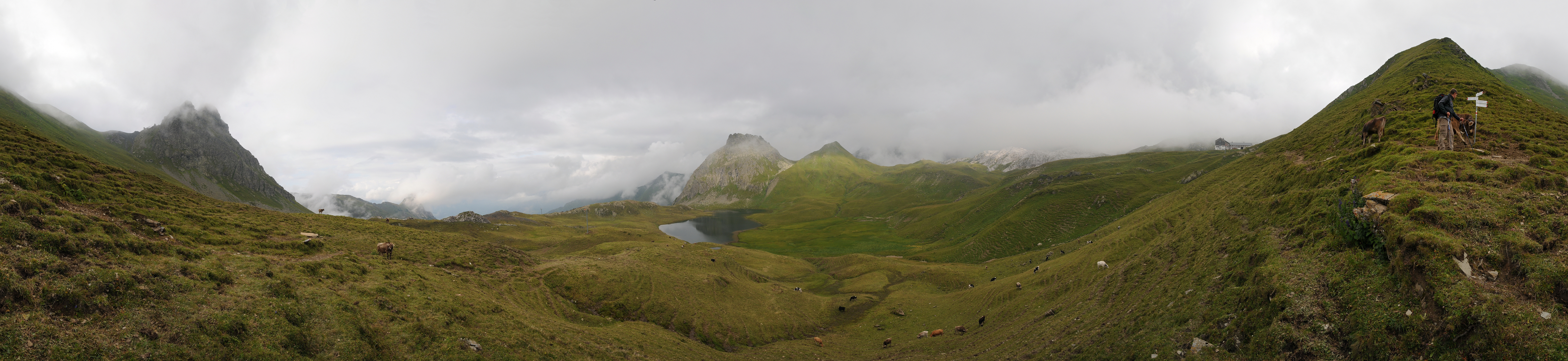
Bergkessel des Tilisunasees

Der Tilisunasee ist ein Hochgebirgssee in Tschagguns, Vorarlberg, Österreich.

## Lage
Der See liegt auf 2105 m Höhe im Rätikon in einem Bergkessel zwischen dem Tilisuna-Schwarzhorn, der Schwarzen Scharte, der Verspala, dem Grünen Fürkele, dem Tilisuna Fürkele, der Montedona und dem Tilisuna Seehorn. Der Kessel liegt in einem Hochplateau des Gamperdelstales. Der Tilisunasee wird vom Seebach durchflossen, der weiter über den Tilisunabach und den Gamperdelsbach in die Ill bei Tschagguns entwässert.

## Alpwirtschaft
Die Tilisuna Alpe bewirtschaftet circa 262 ha Weidefläche. Das Alpgebäude befindet sich einen Kilometer südöstlich des Sees auf 1970 m Höhe am Tilisunabach.

## Fischerei
Der Tilisunasee darf nur von ordentlichen Mitgliedern des Fischereivereins Montafon oder in Begleitung eines Mitglieds befischt werden.

## Wandergebiet
Etwa 400 m südwestlich des Sees und etwa 100 m höher liegt die Tilisunahütte. Der See und die Schutzhütte sind weit abgelegen von bewohntem Gebiet. Der kürzeste Weg zur Hütte und zum See ist der von St. Antönien aus, einer kleinen Siedlung in der Schweiz. Der Wanderweg führt vorbei am Partnunsee und über das Tilisunafürkele und dauert etwa 2½ Stunden.
Die Vorarlberger Siedlungen sind alle mehr als drei Stunden Gehzeit entfernt. Laut den Wegweisern bei der Tilisunahütte beträgt die Gehzeit nach Tschagguns 3¾ Stunden (abwärts), aufwärts ist die Gehzeit etwa 4½ Stunden. Nach Gargellen über den Grubenpass und den Plasseggenpass geht man 3¼ Stunden und nach St. Gallenkirch über das Gweiljoch 3¾ Stunden. Bei der Hütte kreuzen sich mehrere alpine Wanderwege, auch der Zentralalpenweg führt hier vorbei. Über den Bilkengrat kommt man nach 2½ Stunden zur Lindauer Hütte am Ende des Gauertals.

## Großraumbiotop Tilisuna
Der Tilisunasee ist das Kernstück des Großraumbiotops Tilisuna (Biotop Nr. 12833) mit 482 ha. Der See hat eine sehr große Verlandungszone. Am Südufer befindet sich ein großes Flachmoor. Im Umkreis des Tisisunasees gibt es weitere kleine Seen und Moore.
In diesem Gebiet gibt es folgende wildlebende Tiere:
- Steinböcke (Capra ibex)
- Gämse (Rupicapra rupicaprina)
- Murmeltiere (Marmota marmota)
- Grasfrösche (Rana temporaria)
- Bergmolche (Triturus alpestris)
- Steinhühner (Alectoris graeca)

Außerdem gibt es sehr viele kleinere Tiere und eine sehr vielfältige Pflanzenwelt. Die Steinhühner und andere störungsempfindliche Arten sind vom Aussterben bedroht.